# Новиков, Василий Анисимович
Василий Анисимович Новиков (14 января 1916 — февраль 2004) — чернский краевед, тургеневед, один из инициаторов создания Чернского историко-краеведческого музея, многолетний редактор чернской районной газеты «Заря», член Союза журналистов СССР, Заслуженный работник культуры РСФСР.

## Биография
Родился 14 января 1916 в деревне в деревне Петровское Чернского уезда в семье крестьянина. Учился в Тургеневской, затем в Чернской средней школе.
В сентябре 1932 года поступил на работу в Чернскую типографию учеником наборщика.
В 1936 году был выдвинут на должность литературного сотрудника чернской районной газеты «За большевистские темпы», вскоре стал её редактором. Член ВКП(б) с 1939 года.
Участник Великой Отечественной войны. В РККА с октября 1941 года. Окончил артиллерийское училище. На фронте был дважды тяжело ранен.
На 1944 год — командир самоходной установки ИСУ-152, 395-й гвардейский тяжелый самоходно-артиллерийский полк. Воевал на 3-м Белорусском фронте.

… успешно уничтожал огневые точки противника. На пути движения СУ встретилось минное поле. Выйдя из машины успешно провёл свою СУ вперёд. 
 В районе Романнуппен уничтожил три ДЗОТа и одну пулемётную точку противника, чем обеспечил продвижение нашей пехоты. В этом бою был ранен и эвакуирован в госпиталь.— из наградного листа на Орден Красной Звезды от 4.2.1945, за подписью командира 395-го гв. тсап, гв. подполковника Тютюника
Вернувшись с фронта в 1946—1950 годах снова был редактором районной газеты в Черни.
В 1950—1052 годах учился в областной партийной школе.
В 1952—1965 годах — второй, а затем первый секретарь Чернского райкома партии.
В 1965—1984 годах — вновь главный редактор чернской газеты «Заря».
С 1984 года — сотрудник Чернского историко-краеведческого музея имени Вознесенского в Черни.
Умер в феврале 2004 года.

## Творчество
Автор ряда публикаций по истории и культуре Чернского района Тульской области.
Ещё в 1937 году в чернской газете «За большевистские темпы» были опубликованы статьи В. А. Новикова «Наш район в далёком прошлом», «Откуда возникли названия сёл и деревень», «Чернский уезд во времена Петра I», «Культура в бывшем Чернском уезде», «Кто управлял уездом». Следующие публикации появились уже после войны: «Чернский уезд — родина сахароварения», «Герб Черни», «В тылу у врага», «Песни над Бежиным лугом», «Покровское на Снежеди» и многие другие.
В 1958 году вышла книга «Чернь (историческое обозрение)», в 1990 году изданы книги «Русские писатели и чернский край», «Чернь в годы минувшей войны».
Автор краеведческих исследований о творчестве писателя И. С. Тургенева: книга «По тургеневским местам» (1971), сборник очерков «И. С. Тургенев в Тульском крае» (1990).

### Избранные издания
- Чернь (историческое обозрение). — Тула: Кн. изд-во, 1958. — 79 с.
- По тургеневским местам. — Тула: Приокское кн. изд-во, 1971. — 168 с.
- Тургенев в Тульском крае: документальные очерки. — Тула: Приокское кн. изд-во, 1990.
- Русские писатели и Чернский край. — Чернь, 1992.

## Награды и признание
Награждён орденом Красной Звезды (1945), медалями «За взятие Кенигсберга» (1945) и «За победу над Германией» (1945), а также Орденом Отечественной войны I степени (1985).
За трудовую и творческую деятельность удостоен двух орденов «Знак Почёта», медалей.
За книгу «По тургеневским местам» в 1972 году удостоен тульской областной журналистской премии имени им. Глеба Успенского.
Заслуженный работник культуры РСФСР.
Почётный житель Чернского района.